# Maison de Lynar
 (août 2024).
Si vous disposez d'ouvrages ou d'articles de référence ou si vous connaissez des sites web de qualité traitant du thème abordé ici, merci de compléter l'article en donnant les références utiles à sa vérifiabilité et en les liant à la section « Notes et références ».
La maison de Lynar est une famille noble florentine qui possédait le château de Linari dans la vallée du Lamone ainsi que les titres de comte de Linari, comte de Redern et prince de Lynar.

## Origine

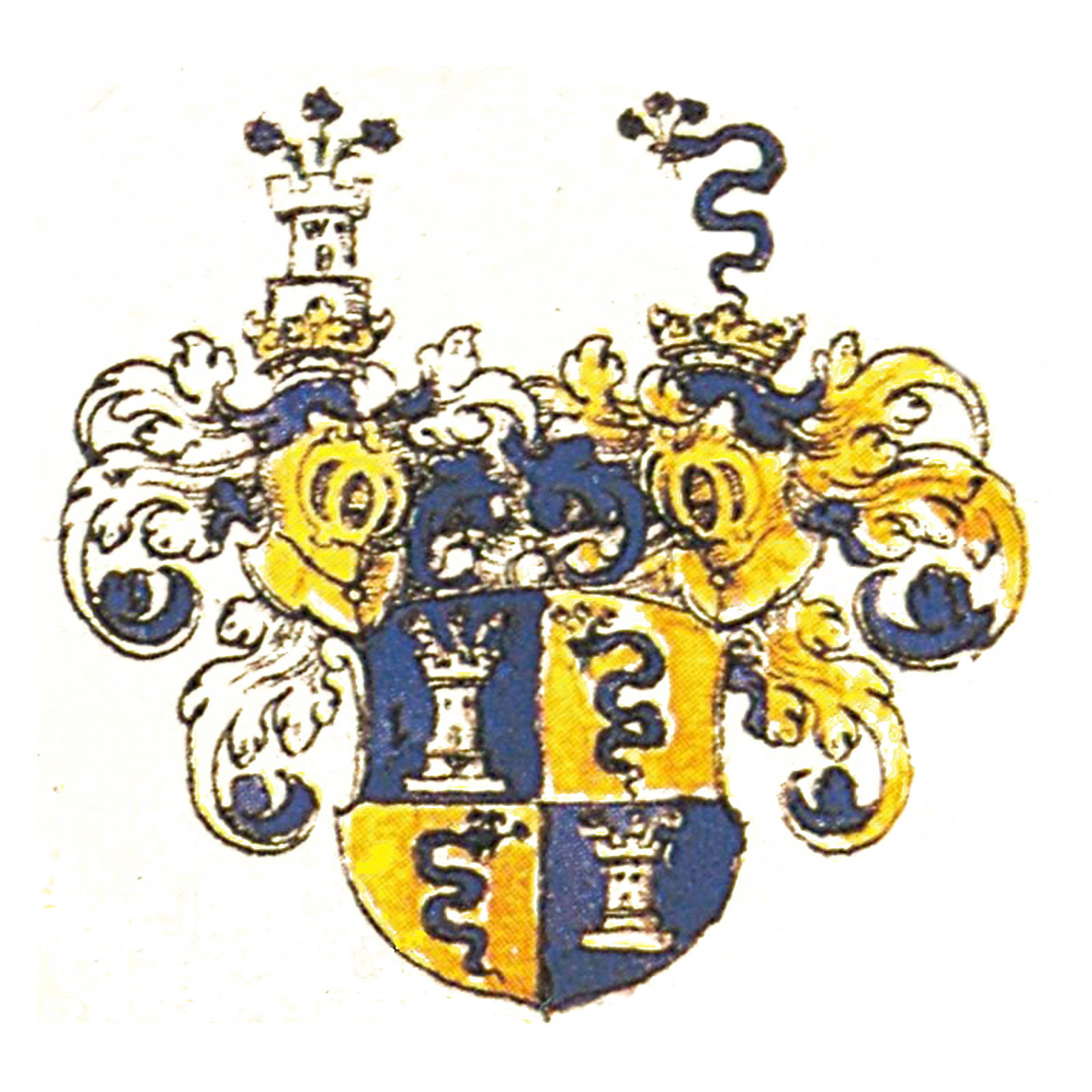
Armoiries des comtes de Linari

Elle a pour souche Rocco Guerrini, comte de Linari, architecte et ingénieur militaire durant le XVIe siècle.
Guerrini fonda cette lignée en Allemagne et en Lorraine d'où la transformation allemande du titre de comte de Linari en comte de Lynar.
La branche cadette a été élevée à la dignité de Prince du Saint-Empire (prince de Lynar et du Saint-Empire romain germanique), notamment composée d'Otto zu Lynar, Gedicht zu Lynar (Otto Fürst zu Lynar, Ernst Fürst zu Lynar) et leurs descendances. Le titre est passé à la branche de Lynar-Redern à l'extinction de la branche cadette.

## Italie-Allemagne
La famille Guerrini est une famille noble originaire de Florence, les comtes de Linari possédaient le château fort de Linari.
(Le château fut brûlé par un marquis florentin)
La famille Guerrini descendrait de Guérin (Warin) d'Auvergne et, pour se voir attribuer le comté immédiat et le château de Linari.[réf. nécessaire] C'est durant des troubles républicains que Migliore, Conte di Linari, fils de Guido, Conte di Modigliana, se nomme alors simplement Guerrini et forma la « nouvelle » famille des comtes Guerrini, de Linari. D'après les recherches du prince Ernst von Lynar, la famille de Modigliana descendrait elle-même d'un membre de la noblesse de Thuringe, du nom de Wido qui s'est marié en 933 avec une fille d'Otto Ier l'Illustre de Saxe.
Battista Guerrino fut général auprès de Charles de Habsbourg durant l’expédition de Tunis. Son arrière-petit fils, Rochus (Rocco) sert comme page d'Alexandre de Médicis puis accompagne le comte de Heidelberg comme maréchal de camp. En 1569, il est nommé commandant en chef de toutes les forteresses d'Auguste Ier de Saxe, notamment la citadelle de Metz et de Splandau, il fut également le premier comte italien au service des rois de France.
Rochus Guerrini eut un fils, Johann Kasimir, mort jeune, sa femme, veuve Elizabeth von Distelmaier était propriétaire du domaine de Lübbenau (voir Château de Lübbenau).
La famille éclata en plusieurs nouvelles branches : Guerrini, Lynar-Lübennau, Lynar-Drehna (cette dernière branche acheta le domaine de Drehna ainsi que la ville de Vetschau et fut de nouveau élevée en 1806 au rang de prince de Lynar et du Saint-Empire, seigneur de Drehna. Une nouvelle branche, celle de Lynar-Redern reprit par alliance le titre de comte de Redern et du Saint-Empire (en allemand Graf zu Lynar von Redern und Heiliges Reich).
C'est une famille subsistante, à travers la branche italienne et la branche cadette allemande des comtes de Lynar, baron de Lübbenau qui demeure encore aujourd'hui dans le domaine de Lübbenau.

## Prusse
À partir du 12 octobre 1854 à révolution allemande de 1918-1919 cette maison siégeait héréditairement à la Chambre des seigneurs de Prusse.

## Personnalités
- Rochus Friedrich zu Lynar
- Moritz-Karl von Lynar (de)
- Wilhelm von Lynar

## Filiation
```
    o 
Guerini de Provence

    o Isembardo di Barcellona
    o Bernardo I d'Alvernia (Bernard d'Auvergne)
```

```
...
         o Guido de Mutiliana
             o Migliore comte de Linari
```

```
...
                 o Battista Guerino
```

```
...
                     o Rocco Guerrini 1525-1596 & Anna de Monthot 1537-1585 & Margareta von Thermo ??-1580                       
                         o Anna zu Lynar 1567-1595 & Johann von und zu Sprinzenstein ??-1604
                         o Johann Kasimir von Lynar 1569-?? & Elisabeth von Distelmaier 1582-1662
                         o August de Lynar 1571-1602 & ??
                         o Anna Elisabeth zu Lynar 1572-1576 
                         o Anna Sabina zu Lynar 1574-1623 & ??
                         o Johann Georg zu Lynar 1589-1590

Branches allemandes (Lynar-Lübbenau, Lynar-Drehna, Lynar-Redern)
 : 
 o Siegmund Casimir Lynar 1648-1696 & ??
      o Friedrich Casimir Lynar 1673-1716 &1697 Eva Elisabeth Windisch-Graetz 1672-1745
            o Christiane Wilhelmine Lynar 1704-1752 & 1724 Moritz Ulrich Putbus 1699-1769
            o Rochus Friedrich Lynar 1708-1781 &1735 Sophie Marie Helene Reuss-Köstritz 1712-1781
                      o Christian Ernst Lynar 1742-1784 &1771 Augusta Caroline Louise Pückler 1750-1818
                              o Rochus August Lynar 1773-1800 & ??
                                     o Hermann Lynar 1797-1878 & ??
                                             o Mathilde Marie Lynar 1835-1876
                     o Moritz Ludwig Ernst Lynar 1754-1807 &1784 Frederike Juliane Rantzau 1755-1838
                              o Rochus Ernst Lynar ?? & ? ?
                                     o Alexander Lynar 1834-?? & ??
                                           o Ernst Georg Hermann Robert Lynar 1875-1934 & 1917 Viktoria Maria Redern 1889-1981
                                                    o Elisabeth Gabriele Lynar ??-?? & ?? Alois Philipp Joseph Maria Notger Oettingen-Spielberg
                                                    o Marie Amelie zu Lynar 1918-1996 &1944 Ignaz von und zu Hoensbroech 1918-1993
                                                    o Margarete zu Lynar ??  & ?? Karl von Hoensbroech 1911-1941  & Wilhelm Moessinger
                                                    o Elisabeth zu Lynar 1922-2005 & 1946 Alois zu Oettingen-Spielberg 1920-1975
                                                    o Natalie zu Lynar 1924-1984 & Wolfdietrich Steffan
                                                    o Ernst Wilhelm zu Lynar 1924-2005 & Ingrid Bretzke
                                                              o Beatrice zu Lynar ??-1958
                                                              o Josefa zu Lynar ??-1960 & Alexander Schneider
                                                              o Franciska zu Lynar ??-1964
                                                   o Alexander zu Lynar 1928-?? & Claude de L'Arbre de Malander     & Lolita Merlin
                                                              o Sebastian zu Lynar ??-1981
                                        o Luise zu Lynar 1864-1943 & 1885 Ludwig zu Solms-Hohensolms-Lich 1851-1913
                                        o Johannes zu Lynar 1859-?? & ?? Anna Elisabeth zu Solms-Hohensolms-Lich 1868-1950
                                                           o Wilhelm zu Lynar 1891-1955 &1920 Edelgard zu Lynar 1900
                                                                      o Eleonore zu Lynar ??-1921 & Siegfried Blümke
                                                                      o Moritz-Karl zu Lynar 1923-1942
                                                          o Hermann zu Lynar ??-1915
```

## Alliances
Les principales alliances de la famille de Lynar sont : de Voss, de Blumenthal, de Oettingen-Oettingen (de), de Oettingen-Spielberg (de), de Pückler, de Schonenberg, de Köstritz (de), de Belmonte, de Reuss, Cavalli, de Windisch-Graetz, de Redern, de Lobenstein, de Rantzau (de), de Witzleben, de L'Arbre de Malander, de Solms-Hohensolms-Lich, de Hoensbroech (de).

## Décorations militaires
- Ordre royal de Prusse (notamment le fondateur de la maison Rocco Guerrini, puis le colonel Hermann Albert zu Lynar)[réf. nécessaire]
- Ordre princier de Prusse[réf. nécessaire]
- Médaille de la bravoure bulgare[réf. nécessaire]
- Chevalier de l'ordre protestant de Saint-Jean (notamment Wilhelm von Lynar)[réf. nécessaire]

## Hommage
Un buste de Rocco Guerrini (Rochus Quirinus) est présent dans la cour du château de Lübbenau ainsi qu'une plaque commémorative pour le résistant anti-nazi Wilhelm von Lynar, pour son aide lors de l'attentat manqué du 20 juillet 1944 contre Hitler.